# Woddow
Woddow è una frazione della città tedesca di Brüssow, nel Land del Brandeburgo.

## Storia
Il 31 dicembre 2001 il comune di Woddow venne soppresso e aggregato alla città di Brüssow.